# Lago Göscheneralpsee
O Lago Göscheneralpsee é um lago artificial localizado no município de Göschenen, cantão de Uri, na Suíça. O volume do reservatório é de 76 milhões de m³ e sua área de superfície 1,32 km ².